# Campionato sudamericano maschile di pallacanestro 2001
Il 39º Campionato dell'America Meridionale Maschile di Pallacanestro (noto anche come FIBA South American Championship 2001) si è svolto dal 20 al 29 luglio 2001 a Valdivia in Cile. Il torneo è stato vinto dalla nazionale argentina.
I FIBA South American Championship sono una manifestazione contesa dalle squadre nazionali dell'America meridionale, organizzata dalla CONSUBASQUET (Confederazione America Meridionale), nell'ambito della FIBA Americas.

## Squadre partecipanti
- Argentina
- Bolivia
- Brasile
- Cile
- Colombia
- Ecuador
- Paraguay
- Perù
- Uruguay
- Venezuela

## Classifica finale
| Pos | Squadra   | V-P |
| --- | --------- | --- |
|     | Argentina | 9-0 |
|     | Brasile   | 7-2 |
|     | Venezuela | 7-2 |
| 4   | Uruguay   | 5-4 |
| 5   | Paraguay  | 5-4 |
| 6   | Cile      | 3-6 |
| 7   | Colombia  | 2-7 |
| 8   | Perù      | 2-7 |
| 9   | Ecuador   | 0-4 |
| 10  | Bolivia   | 0-4 |